# マレン・モーテンセン
マレン・モーテンセン（Malene Winther Mortensen、1982年5月23日 - ）は、デンマークの歌手。

## 略歴
2001年、BBCの番組"Star for a Night"のデンマーク版に出演したのが音楽界入りするきっかけとなった。2003年にアルバム"Paradise"でデビュー。このアルバムは、北欧ジャズ・チャートの1位を6週間連続記録した。モダン・ジャズを基本に、ジョニ・ミッチェルやエヴリシング・バット・ザ・ガールなどのカヴァー・ソングも歌う。
ユーロビジョン・ソング・コンテスト2002にデンマーク代表として出場し、「Tell Me Who You Are」を歌ったが、7点しか得られず最下位の24位に終わった。

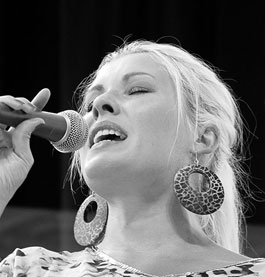
マレン・モーテンセン

T.A.C.S records所属。

## ディスコグラフィ
- Paradise (2003年)
- 『デイト・ウィズ・ア・ドリーム』Date With a Dream (2005年)
- Malene (2006年)